# Luis Díaz
Luis Fernando Díaz Marulanda (sinh ngày 13 tháng 1 năm 1997) là một cầu thủ bóng đá chuyên nghiệp người Colombia hiện đang thi đấu ở vị trí tiền đạo cánh cho câu lạc bộ Bundesliga Bayern München và đội tuyển bóng đá quốc gia Colombia.
Díaz bắt đầu sự nghiệp chuyên nghiệp của mình ở giải hạng hai Colombia tại Barranquilla, trước khi chuyển đến Atletico Junior, nơi anh giành được danh hiệu vô địch Categoría Primera A, 1 Copa Colombia và 1 Superliga Colombiana. Vào năm 2019, anh gia nhập Porto với mức phí được cho là 7 triệu euro. Anh cùng Porto vô địch hai cúp Primeira Liga, cùng một cúp Taça de Portugal và một cúp Supertaça Cândido de Oliveira. Sau khi ghi 14 bàn trong 18 trận ở giải đấu trong nửa đầu mùa giải 2021–22, anh chuyển sang khoác áo cho Liverpool theo hợp đồng chuyển nhượng trị giá 45 triệu euro (37,5 triệu bảng).
Díaz đã có trận ra mắt quốc tế cho đội tuyển Colombia vào năm 2018. Anh có hơn 30 lần khoác áo đội tuyển quốc gia và góp công giúp đội tuyển Colombia giành được vị trí hạng ba tại Copa America 2021, nơi anh cũng giành được danh hiệu Chiếc giày vàng, và vị trí á quân tại Copa America 2024.

## Sự nghiệp câu lạc bộ

### Atlético Junior
Díaz sinh ra ở Barrancas, La Guajira, và bắt đầu chơi bóng đá từ năm 6 tuổi. Có biệt danh "Luchito", anh theo học một trường bóng đá nhỏ do cha anh điều hành. Năm 2014, ở tuổi 17, anh đã tham dự một buổi thử việc mở do Atlético Junior tổ chức và gây ấn tượng đủ mạnh để gia nhập đội trẻ. Anh được triệu tập vào đội hình 22 người của Colombia tham dự Copa Americana de Pueblos Indígenas 2015, nhờ có dòng máu Wayuu. Sau khi gây ấn tượng trong giải đấu, anh gia nhập đội một của Atlético Junior vào năm 2016, và ngay lập tức được giao cho đội dự bị Barranquilla. Do thân hình mảnh khảnh của Díaz và vẻ ngoài có thể bị suy dinh dưỡng, Barranquilla đã đưa cho anh một kế hoạch ăn kiêng để tăng 10 kg.
Díaz ra mắt đội một vào ngày 26 tháng 4 năm 2016, vào sân thay người trong hiệp hai trong trận thua 2-1 trên sân nhà trước Deportivo Pereira tại Categoría Primera B. Bàn thắng đầu tiên của anh ở cấp độ chuyên nghiệp đến vào ngày 14 tháng 5, khi anh ghi bàn thắng quyết định trong chiến thắng 2-1 trên sân nhà trước Cúcuta Deportivo.
Vào ngày 6 tháng 6 năm 2017, sau khi đã ra mắt đội một tại Copa Colombia năm đó, Díaz đã được thăng lên đội hình chính của Junior. Anh ra mắt Categoría Primera A vào ngày 27 tháng 8, thay thế Matías Mier trong trận thua 3-2 trên sân khách trước Once Caldas, và ghi bàn thắng đầu tiên vào ngày 20 tháng 9 trong chiến thắng 3-1 trên sân nhà trước Cerro Porteño tại Copa Sudamericana.
Díaz trở thành cầu thủ đá chính thường xuyên trong mùa giải 2018 và ghi bàn thắng đầu tiên ở giải đấu hàng đầu vào ngày 4 tháng 2 năm đó, trong chiến thắng 1-0 trên sân nhà trước Atlético Bucaramanga. Anh cũng ghi được cú đúp vào lưới Once Caldas, Atlético Huila và Rionegro Águilas, kết thúc mùa giải với tổng cộng 16 bàn thắng.

### Porto

#### 2019-2021: Phát triển và thích nghi với Bồ Đào Nha
Vào ngày 10 tháng 7 năm 2019, Díaz ký hợp đồng 5 năm với câu lạc bộ Bồ Đào Nha FC Porto, với câu lạc bộ mua 80% quyền kinh tế của anh với giá 7 triệu euro. Zenit Saint Petersburg cũng muốn ký hợp đồng với anh, nhưng anh đã bị thuyết phục bởi đồng hương, những cựu cầu thủ Porto là Radamel Falcao và James Rodríguez, cũng như huấn luyện viên đội tuyển quốc gia lúc bấy giờ của anh là Carlos Queiroz. Díaz cũng thừa nhận rằng trước khi chuyển đến Porto, anh đã ký hợp đồng sơ bộ với Cardiff City, nhưng thương vụ này đã không bao giờ thành hiện thực. Díaz ra mắt vào ngày 7 tháng 8 trong chiến thắng 1–0 trước Krasnodar ở vòng loại đầu tiên UEFA Champions League lượt đi với tư cách là người thay thế Romário Baró ở phút thứ 55, và sáu ngày sau trong trận lượt về, anh đã ghi bàn thắng đầu tiên, mặc dù trong thất bại 3–2 tại Estádio do Dragão. rong nước, anh ra mắt Primeira Liga vào ngày 10 tháng 8 trong thất bại 2–1 trước Gil Vicente với tư cách là người thay thế, và một tuần sau đó đã ghi bàn thắng đầu tiên cho trận thắng 4–0 trên sân nhà trước Vitória de Guimarães với tư cách là người đá chính. Vào tháng 11, anh, Mateus Uribe, Agustín Marchesín và Renzo Saravia đã bị treo giò trong trận derby với Boavista vì đã tiệc tùng vào đêm hôm trước.
Trong mùa giải đầu tiên ở Bồ Đào Nha, Díaz đã ra sân tổng cộng 50 trận và ghi được 14 bàn thắng, giúp Porto vô địch giải đấu và Taça de Portugal. Trong trận chung kết Taça de Portugal vào ngày 1 tháng 8 năm 2020, anh đã bị đuổi khỏi sân ở phút thứ 38 trong chiến thắng 2-1 trước Benfica tại Estádio Cidade de Coimbra. Vào ngày 21 tháng 10 năm 2020, anh đã ghi bàn thắng đầu tiên tại UEFA Champions League trong trận ra mắt trong thất bại 1-3 trước Manchester City ở mùa giải 2020–21. Vào ngày 23 tháng 12, Díaz vào sân thay thế Mehdi Taremi ở phút thứ 77 trong trận Supertaça Cândido de Oliveira 2020 trước kình địch O Clássico là Benfica và ghi bàn thắng ấn định chiến thắng 2-0. Vào ngày 10 tháng 2 năm sau, anh đã bị đuổi khỏi sân trong trận hòa 1-1 tại Braga ở bán kết cúp quốc gia vì vô tình làm gãy chân David Carmo; đồng hương Uribe cũng bị đuổi khỏi sân.

#### 2021–22: Bứt phá và ra đi
Vào ngày 11 tháng 9 năm 2021, Diaz ghi bàn trong trận hòa 1-1 trên sân khách trước đối thủ Sporting CP. Vào ngày 9 tháng 10, anh ghi bàn thắng duy nhất trong chiến thắng 1-0 ở vòng bảng UEFA Champions League trước A.C. Milan.
Với hai bàn thắng trong chiến thắng 4-0 trước Moreirense vào ngày 1 tháng 11, anh đã có được 5 bàn thắng trong 6 trận đấu đầu tiên ở giải đấu, tốt nhất giải đấu; 27 ngày sau, anh ghi bàn thắng thứ 10, một cú sút xa trong chiến thắng 2-1 trước Vitória de Guimarães; bàn thắng này giúp anh giành được giải thưởng Bàn thắng của tháng của Primeira Liga. Màn trình diễn của anh đã giúp anh cũng được bầu chọn là Cầu thủ xuất sắc nhất giải đấu và Tiền đạo xuất sắc nhất giải đấu trong các tháng 10 và 11.
Vào ngày 19 tháng 12, Diaz được bầu chọn là Tiền đạo xuất sắc nhất giải đấu trong tháng thứ hai liên tiếp, sau khi ghi 4 bàn thắng và cung cấp 3 đường kiến tạo. Mặc dù rời Porto ở giữa mùa giải cuối cùng của mình, anh vẫn là đồng vua phá lưới giải đấu với 14 bàn thắng. Anh, Sérgio Oliveira và Jesús Manuel Corona, tất cả đều ra đi vào tháng 1 năm 2022, đều được trao huy chương vô địch giải đấu.

### Liverpool

#### 2022: Mùa giải đầu tiên và trận chung kết châu Âu

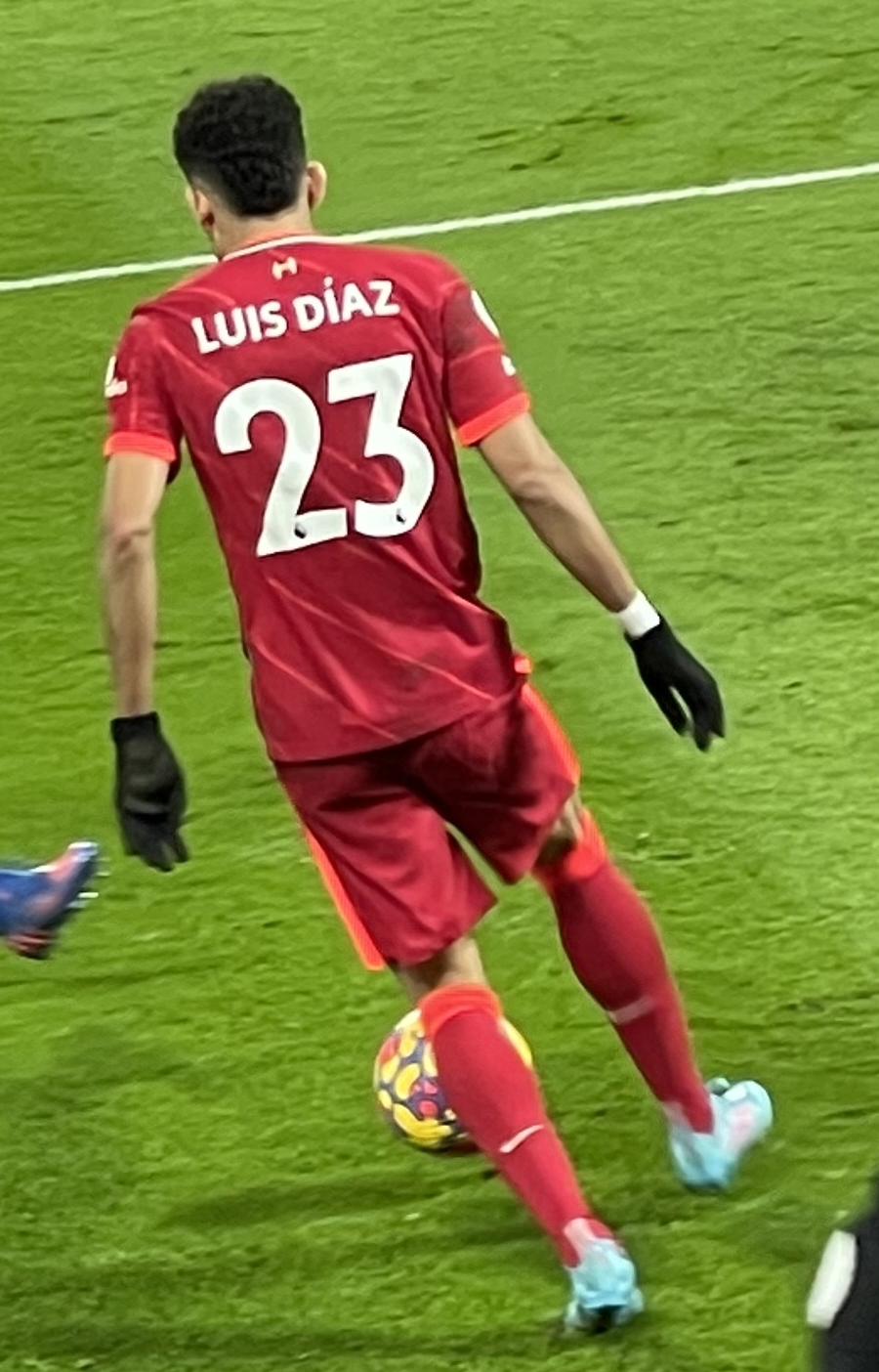
Diaz chơi cho Liverpool năm 2022

Vào ngày 30 tháng 1 năm 2022, Díaz đã ký hợp đồng 5 năm với câu lạc bộ Liverpool của Premier League với giá 45 triệu euro (37,5 triệu bảng Anh) cùng với 15 triệu euro (12,5 triệu bảng Anh) tiền thưởng. Trước khi ký hợp đồng với Liverpool, Díaz đã thu hút sự quan tâm từ Tottenham Hotspur. Khi biết về lời đề nghị của Tottenham, Liverpool đã thay đổi kế hoạch mùa hè của họ và quyết định ký hợp đồng với Díaz theo hợp đồng dài hạn, sau khi gây ấn tượng với huấn luyện viên Jürgen Klopp của Liverpool.
Ngày 6 tháng 2, Díaz ra mắt cho câu lạc bộ, vào sân thay cho Curtis Jones ở phút thứ 58 trong trận đấu vòng 4 FA Cup trên sân nhà với Cardiff City. Anh đã kiến tạo cho Takumi Minamino ghi bàn trong chiến thắng 3-1. Mười ba ngày sau, anh ghi bàn thắng đầu tiên cho Liverpool trong trận đá chính thứ hai của anh ở giải đấu cho câu lạc bộ trong chiến thắng 3-1 trên sân nhà trước Norwich City tại Anfield. Ngày 27 tháng 2 trong trận chung kết EFL Cup 2022, anh đã thi đấu trong 97 phút đầu tiên của trận hòa không bàn thắng với Chelsea, đội của anh đã giành chiến thắng trên chấm phạt đền. Ngày 5 tháng 4, ở trận lượt đi tứ kết, Díaz ghi một bàn thắng và cung cấp một đường kiến tạo trong chiến thắng 3-1 trên sân khách trước đối thủ cũ của câu lạc bộ là Benfica tại Estádio da Luz, khi Liverpool thắng 6-4 sau hai lượt trận. Ngày 19 tháng 4, Díaz ghi bàn thắng trong vòng 5 phút trong chiến thắng 4-0 trước Manchester United. Ngày 3 tháng 5, anh ghi bàn thắng thứ hai trong chiến thắng 3-2 của Liverpool trên sân khách trước Villarreal ở bán kết Champions League, để đảm bảo một suất cho đội của mình vào chung kết. Ngày 7 tháng 5, Díaz ghi bàn gỡ hòa trong trận hòa 1-1 với Tottenham Hotspur. Ngày 14 tháng 5, anh bắt đầu trong trận chung kết FA Cup 2022 gặp Chelsea, mà Liverpool đã thắng 6-5 trên chấm phạt đền sau khi hòa không bàn thắng, với việc Díaz được thay thế bởi Roberto Firmino ở phút thứ 98, khi anh được bầu chọn là Cầu thủ xuất sắc nhất trận đấu. Ngày 28 tháng 5, Díaz bắt đầu trong trận chung kết UEFA Champions League 2022 khi Liverpool thua Real Madrid với tỷ số 1-0.

#### 2022–24: Chấn thương dài hạn và các kỷ lục cá nhân
Vào ngày 30 tháng 7 năm 2022, Luis Díaz có trận ra mắt Liverpool trong chiến thắng 3-1 trước Manchester City ở FA Community Shield. Trong những tháng đầu tiên của mùa giải, Díaz ghi được 4 bàn thắng và 3 đường kiến tạo, bao gồm cú đúp trong chiến thắng 9-0 của Liverpool trước AFC Bournemouth. Tuy nhiên, vào ngày 9 tháng 10, Díaz đã được thay ra bởi Roberto Firmino ở phút 42 của trận đấu với Arsenal do chấn thương đầu gối. Sau 7 tháng vắng mặt, Diaz trở lại thi đấu sau chấn thương vào ngày 17 tháng 4, thay thế Cody Gakpo ở phút 81 trong chiến thắng 6-1 trên sân khách trước Leeds United. Không ghi bàn thắng kể từ ngày 7 tháng 9 năm 2022, Díaz đã trở lại ghi bàn vào ngày 30 tháng 4 năm 2023, ghi bàn thắng thứ hai cho Liverpool trong chiến thắng 4-3 trên sân nhà trước Tottenham Hotspur, mặc dù Liverpool dẫn trước 3 bàn thắng sau hiệp một.
Diaz bước vào mùa giải 2023-24 với số áo mới là 7, thay vì số 23 trước đó. Ngày 13 tháng 8, Díaz ghi bàn thắng đầu tiên của mùa giải trong trận hòa 1-1 của đội nhà trước Chelsea tại Premier League. Ngày 19 tháng 8, anh ghi một bàn thắng móc bóng đẹp mắt trong chiến thắng 3-1 trước AFC Bournemouth. Ngày 30 tháng 9, anh ghi bàn vào lưới Tottenham Hotspur, nhưng bàn thắng bị trọng tài biên căng cờ việt vị. VAR không can thiệp vào quyết định này. Sau trận đấu, PGMOL thừa nhận rằng quyết định việt vị là sai lầm và Diaz nên được công nhận bàn thắng. Liverpool thua trận đấu này với tỷ số 2-1.

## Sự nghiệp quốc tế

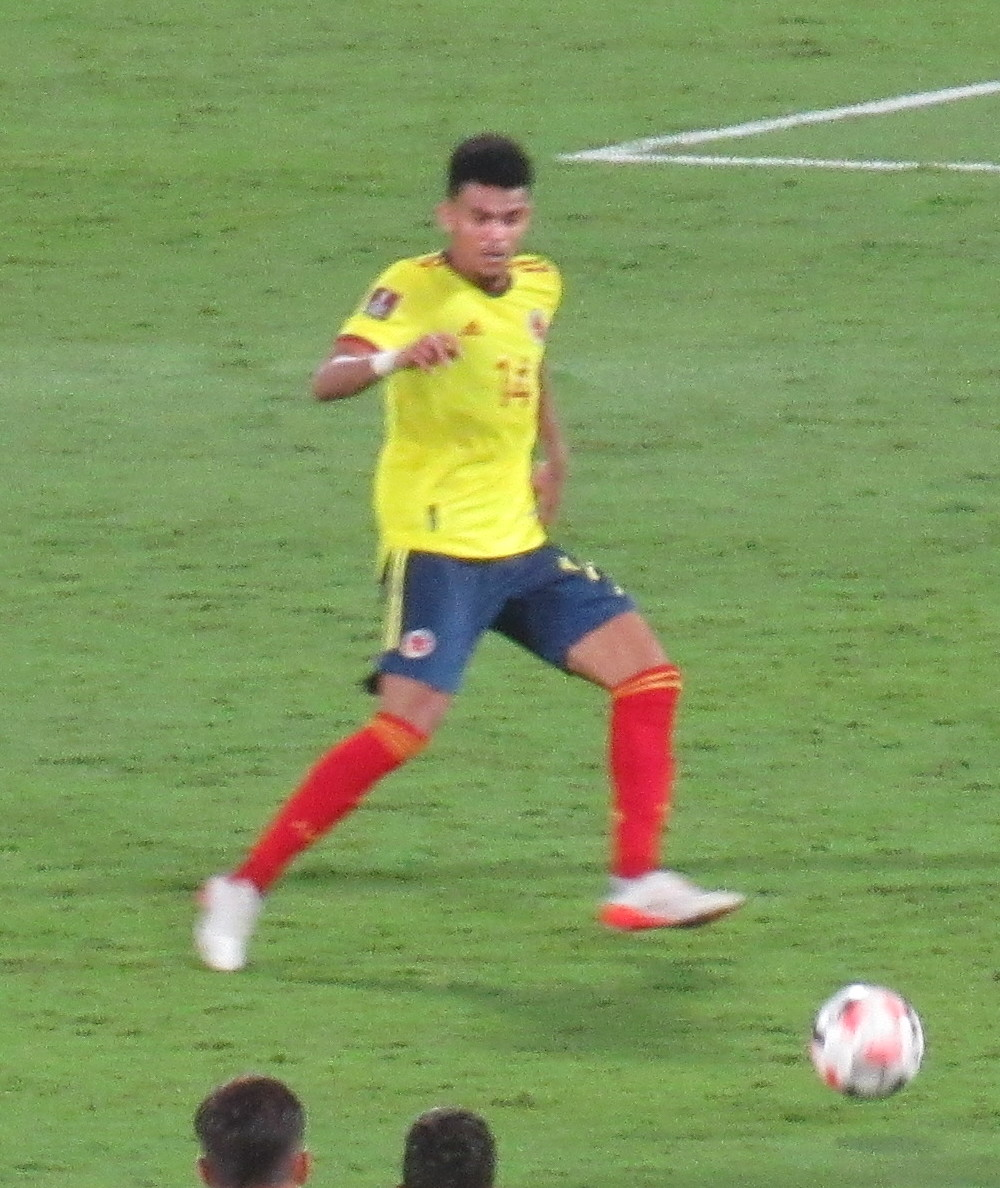
Díaz thi đấu cho Colombia vào năm 2022

Díaz được triệu tập lên đội tuyển quốc gia Colombia vào ngày 27 tháng 8 năm 2018 sau khi thi đấu cho đội tuyển U-20 Colombia tại Giải vô địch U-20 Nam Mỹ 2017. Anh được gọi lên để tham dự hai trận giao hữu với Venezuela và Argentina.
Díaz ra mắt đội tuyển quốc gia Colombia vào ngày 11 tháng 9 năm 2018, thay thế Juan Cuadrado trong trận hòa 0-0 với Argentina tại MetLife Stadium ở East Rutherford, New Jersey. Anh ghi bàn thắng quốc tế đầu tiên của mình vào ngày 26 tháng 3 năm 2019, cân bằng tỷ số trong trận thua 2-1 trước Hàn Quốc trên sân khách. Díaz là một phần trong đội hình 23 người của huấn luyện viên Carlos Queiroz tham dự Copa América 2019 tại Brazil.
Díaz được triệu tập vào đội tuyển Colombia tham dự Copa América 2021. Vào ngày 23 tháng 6, anh ghi bàn mở tỷ số trong trận thua 2-1 trước đội chủ nhà Brazil, và vào ngày 6 tháng 7, anh ghi bàn thắng cho Colombia trong trận hòa bán kết với Argentina, trận đấu kết thúc với chiến thắng của Argentina sau loạt sút luân lưu. Ba ngày sau đó, anh ghi hai bàn thắng, bao gồm bàn thắng quyết định chiến thắng, trong trận thắng 3-2 trước Peru trong trận tranh hạng ba. Anh kết thúc giải đấu với tư cách là đồng vua phá lưới cùng với Lionel Messi.

## Cuộc sống cá nhân
Luis Díaz, người gốc Wayuu, là người Colombia bản địa đầu tiên đại diện cho đội tuyển quốc gia. Vào tháng 7 năm 2023, anh đã đính hôn với bạn gái Gera Ponce. Em trai của anh, Jesús, cũng là một cầu thủ bóng đá chuyên nghiệp, hiện đang chơi cho Porto B.

### Vụ bắt cóc cha mẹ
Vào ngày 29 tháng 10 năm 2023, cha mẹ của cầu thủ bóng đá Luis Díaz, người Colombia, đã bị bắt cóc bởi những người đàn ông có vũ trang đi xe máy tại một trạm xăng ở Barrancas, quê hương của họ. Mẹ của Díaz đã được giải cứu một ngày sau đó, nhưng cha của anh vẫn chưa được tìm thấy. Chính phủ Colombia đã triển khai một cuộc tìm kiếm quân sự lớn để tìm kiếm cha của Díaz. Tổng thống Gustavo Petro đã tuyên bố rằng "tất cả các lực lượng công cộng đã được triển khai" cho cuộc tìm kiếm. Tướng William Rene Salamanca, người đứng đầu lực lượng cảnh sát Colombia, đã tuyên bố treo thưởng lên tới 200 triệu pesos cho thông tin về tung tích của cha Díaz.
Díaz đã vắng mặt trong trận đấu tiếp theo của Liverpool ở Premier League, với đồng đội Diogo Jota cầm áo của anh ấy trong lúc ăn mừng bàn thắng. Sau trận đấu, huấn luyện viên Jurgen Klopp nói rằng "rõ ràng là chúng tôi phải mang đến cho trận đấu một ý nghĩa đặc biệt và đó là chiến đấu cho Lucho." Tính đến ngày 1 tháng 11, cha của Díaz vẫn mất tích. Vào ngày 9 tháng 11, cha của Diaz là ông Luis Manuel Díaz Jimenez đã trở về trong vòng tay bạn bè và người thân của gia đình sau 12 ngày bị bắt cóc đưa vào rừng sâu.Ông được trả tự do từ một chiếc trực thăng ở thành phố Valledupar, tỉnh Cesar. Đại diện nhà thờ Công giáo và Liên hợp quốc ở Colombia ra đón, và họ xác nhận ông "bình an vô sự".

## Thống kê sự nghiệp

### Câu lạc bộ
Tính đến 25 tháng 5 năm 2025
| Câu lạc bộ          | Mùa giải            | Giải đấu            | Giải đấu | Giải đấu | Cúp quốc gia | Cúp quốc gia | Cúp liên đoàn | Cúp liên đoàn | Châu lục | Châu lục | Khác | Khác | Tổng cộng | Tổng cộng |
| Câu lạc bộ          | Mùa giải            | Hạng đấu            | Trận     | Bàn      | Trận         | Bàn          | Trận          | Bàn           | Trận     | Bàn      | Trận | Bàn  | Trận      | Bàn       |
| ------------------- | ------------------- | ------------------- | -------- | -------- | ------------ | ------------ | ------------- | ------------- | -------- | -------- | ---- | ---- | --------- | --------- |
| Barranquilla        | 2016                | Categoría Primera B | 19       | 2        | 2            | 0            | —             | —             | —        | —        | —    | —    | 21        | 2         |
| Barranquilla        | 2017                | Categoría Primera B | 15       | 1        | 6            | 0            | —             | —             | —        | —        | —    | —    | 21        | 1         |
| Barranquilla        | Tổng cộng           | Tổng cộng           | 34       | 3        | 8            | 0            | —             | —             | —        | —        | —    | —    | 42        | 3         |
| Atlético Junior     | 2017                | Categoría Primera A | 12       | 0        | 7            | 0            | —             | —             | 4        | 1        | —    | —    | 23        | 1         |
| Atlético Junior     | 2018                | Categoría Primera A | 38       | 13       | 2            | 0            | —             | —             | 19       | 3        | —    | —    | 59        | 16        |
| Atlético Junior     | 2019                | Categoría Primera A | 17       | 2        | —            | —            | —             | —             | 5        | 0        | 2    | 1    | 24        | 3         |
| Atlético Junior     | Tổng cộng           | Tổng cộng           | 67       | 15       | 9            | 0            | —             | —             | 28       | 4        | 2    | 1    | 106       | 20        |
| Porto               | 2019–20             | Primeira Liga       | 29       | 6        | 6            | 2            | 5             | 2             | 10       | 4        | —    | —    | 50        | 14        |
| Porto               | 2020–21             | Primeira Liga       | 30       | 6        | 6            | 1            | 1             | 1             | 9        | 2        | 1    | 1    | 47        | 11        |
| Porto               | 2021–22             | Primeira Liga       | 18       | 14       | 3            | 0            | 1             | 0             | 6        | 2        | —    | —    | 28        | 16        |
| Porto               | Tổng cộng           | Tổng cộng           | 77       | 26       | 15           | 3            | 7             | 3             | 25       | 8        | 1    | 1    | 125       | 41        |
| Liverpool           | 2021–22             | Premier League      | 13       | 4        | 5            | 0            | 1             | 0             | 7        | 2        | —    | —    | 26        | 6         |
| Liverpool           | 2022–23             | Premier League      | 17       | 4        | 0            | 0            | 0             | 0             | 3        | 1        | 1    | 0    | 21        | 5         |
| Liverpool           | 2023–24             | Premier League      | 37       | 8        | 3            | 1            | 4             | 1             | 7        | 3        | —    | —    | 51        | 13        |
| Liverpool           | 2024–25             | Premier League      | 36       | 13       | 1            | 0            | 4             | 1             | 9        | 3        | —    | —    | 50        | 17        |
| Liverpool           | Tổng cộng           | Tổng cộng           | 103      | 29       | 9            | 1            | 9             | 2             | 26       | 9        | 1    | 0    | 148       | 41        |
| Bayern Munich       | 2025–26             | Bundesliga          | 0        | 0        | 0            | 0            | —             | —             | 0        | 0        | 0    | 0    | 0         | 0         |
| Tổng cộng sự nghiệp | Tổng cộng sự nghiệp | Tổng cộng sự nghiệp | 281      | 73       | 41           | 4            | 16            | 5             | 79       | 21       | 4    | 2    | 421       | 105       |

1. ↑  Bao gồm Copa Colombia, Taça de Portugal, FA Cup, DFB-Pokal
2. ↑  Bao gồm Taça da Liga, EFL Cup
3. ↑  Số lần ra sân tại Copa Sudamericana
4. ↑  Chín lần ra sân tại Copa Libertadores, mười lần ra sân và ba bàn thắng tại Copa Sudamericana
5. ↑  Số lần ra sân tại Copa Libertadores
6. ↑  Số lần ra sân tại Superliga Colombiana
7. ↑  Hai lần ra sân và một bàn thắng tại UEFA Champions League, tám lần ra sân và ba bàn thắng tại UEFA Europa League
8. 1 2 3 4 5  Số lần ra sân tại UEFA Champions League
9. ↑  Ra sân tại Supertaça Cândido de Oliveira
10. ↑  Ra sân tại FA Community Shield
11. ↑  Số lần ra sân tại UEFA Europa League

### Quốc tế
Tính đến ngày 10 tháng 6 năm 2025
| Đội tuyển quốc gia | Năm       | Trận | Bàn |
| ------------------ | --------- | ---- | --- |
| Colombia           | 2018      | 1    | 0   |
| Colombia           | 2019      | 13   | 1   |
| Colombia           | 2020      | 2    | 0   |
| Colombia           | 2021      | 15   | 6   |
| Colombia           | 2022      | 6    | 1   |
| Colombia           | 2023      | 8    | 3   |
| Colombia           | 2024      | 16   | 5   |
| Colombia           | 2025      | 3    | 3   |
| Tổng cộng          | Tổng cộng | 64   | 19  |

Bàn thắng và kết quả của Colombia được để trước.
| #  | Ngày                 | Địa điểm                                                                 | Đối thủ    | Bàn thắng | Kết quả | Giải đấu                      |
| -- | -------------------- | ------------------------------------------------------------------------ | ---------- | --------- | ------- | ----------------------------- |
| 1  | 26 tháng 3 năm 2019  | Sân vận động World Cup Seoul, Seoul, Hàn Quốc                            | Hàn Quốc   | 1–1       | 1–2     | Giao hữu                      |
| 2  | 3 tháng 6 năm 2021   | Sân vận động Quốc gia, Lima, Peru                                        | Perú       | 3–0       | 3–0     | Vòng loại FIFA World Cup 2022 |
| 3  | 23 tháng 6 năm 2021  | Sân vận động Olympic Nilton Santos, Rio de Janeiro, Brasil               | Brasil     | 1–0       | 1–2     | Copa América 2021             |
| 4  | 6 tháng 7 năm 2021   | Sân vận động Quốc gia Mané Garrincha, Brasília, Brasil                   | Argentina  | 1–1       | 1–1     | Copa América 2021             |
| 5  | 9 tháng 7 năm 2021   | Sân vận động Quốc gia Mané Garrincha, Brasília, Brasil                   | Perú       | 2–1       | 3–2     | Copa América 2021             |
| 6  | 9 tháng 7 năm 2021   | Sân vận động Quốc gia Mané Garrincha, Brasília, Brasil                   | Perú       | 3–2       | 3–2     | Copa América 2021             |
| 7  | 9 tháng 9 năm 2021   | Sân vận động Đô thị Roberto Meléndez, Barranquilla, Colombia             | Chile      | 3–1       | 3–1     | Vòng loại FIFA World Cup 2022 |
| 8  | 24 tháng 3 năm 2022  | Sân vận động Đô thị Roberto Meléndez, Barranquilla, Colombia             | Bolivia    | 1–0       | 3–0     | Vòng loại FIFA World Cup 2022 |
| 9  | 20 tháng 6 năm 2023  | Veltins-Arena, Gelsenkirchen, Đức                                        | Đức        | 1–0       | 2–0     | Giao hữu                      |
| 10 | 16 tháng 11 năm 2023 | Sân vận động Đô thị Roberto Meléndez, Barranquilla, Colombia             | Brasil     | 1–1       | 2–1     | Vòng loại FIFA World Cup 2026 |
| 11 | 16 tháng 11 năm 2023 | Sân vận động Đô thị Roberto Meléndez, Barranquilla, Colombia             | Brasil     | 2–1       | 2–1     | Vòng loại FIFA World Cup 2026 |
| 12 | 15 tháng 6 năm 2024  | Pratt & Whitney Stadium at Rentschler Field, East Hartford, Hoa Kỳ       | Bolivia    | 3–0       | 3–0     | Giao hữu                      |
| 13 | 28 tháng 6 năm 2024  | Sân vận động State Farm, Glendale, Hoa Kỳ                                | Costa Rica | 1–0       | 3–0     | Copa América 2024             |
| 14 | 6 tháng 7 năm 2024   | Sân vận động State Farm, Glendale, Hoa Kỳ                                | Panamá     | 3–0       | 5–0     | Copa América 2024             |
| 15 | 6 tháng 9 năm 2024   | Sân vận động Quốc gia, Lima, Peru                                        | Perú       | 1–1       | 1–1     | Vòng loại FIFA World Cup 2026 |
| 16 | 15 tháng 10 năm 2024 | Sân vận động đô thị Roberto Meléndez, Barranquilla, Colombia             | Chile      | 2–0       | 4–0     | Vòng loại FIFA World Cup 2026 |
| 17 | 20 tháng 3 năm 2025  | Sân vận động Quốc gia Mané Garrincha, Brasília, Brazil                   | Brasil     | 1–1       | 1–2     | Vòng loại FIFA World Cup 2026 |
| 18 | 25 tháng 3 năm 2025  | Sân vận động đô thị Roberto Meléndez, Barranquilla, Colombia             | Paraguay   | 1–0       | 2–2     | Vòng loại FIFA World Cup 2026 |
| 19 | 10 tháng 6 năm 2025  | Sân vận động tượng đài Antonio Vespucio Liberti, Buenos Aires, Argentina | Argentina  | 1–0       | 1–1     | Vòng loại FIFA World Cup 2026 |

## Danh hiệu

### Câu lạc bộ
Junior
- Categoría Primera A: 2018–II, 2019–I
- Copa Colombia: 2017
- Superliga Colombiana: 2019

Porto
- Primeira Liga: 2019–20, 2021-22
- Taça de Portugal: 2019–20
- Supertaça Cândido de Oliveira: 2020

Liverpool
- Premier League: 2024–25
- FA Cup: 2021–22[87]
- EFL Cup: 2021–22,[88] 2023–24
- FA Community Shield: 2022
- UEFA Champions League á quân: 2021–22[89]

Bayern Munich
- Franz Beckenbauer Supercup: 2025[90]

### Đội tuyển quốc gia
- Copa América: Á quân 2024; Hạng 3 2021

### Cá nhân
- Copa América Golden Boot: 2021[91]
- Copa América Team of the Tournament: 2021[92]
- Copa América Tournament Revelation: 2021[93]
- Primeira Liga Player of the Month: October/November 2021[94]
- Primeira Liga Forward of the Month: October/November 2021,[95] December 2021[96]
- Primeira Liga Goal of the Month: November 2020,[97] October/November 2021[98]
- Primeira Liga Player Fair-Play Prize: 2020–21[99]